# Nono (Córdoba)
Nono es una localidad del departamento San Alberto, ubicada en el oeste de la provincia de Córdoba, Argentina, a 150 km de la ciudad de Córdoba (capital de la provincia) y a unos 920 m s. n. m.

## Toponimia

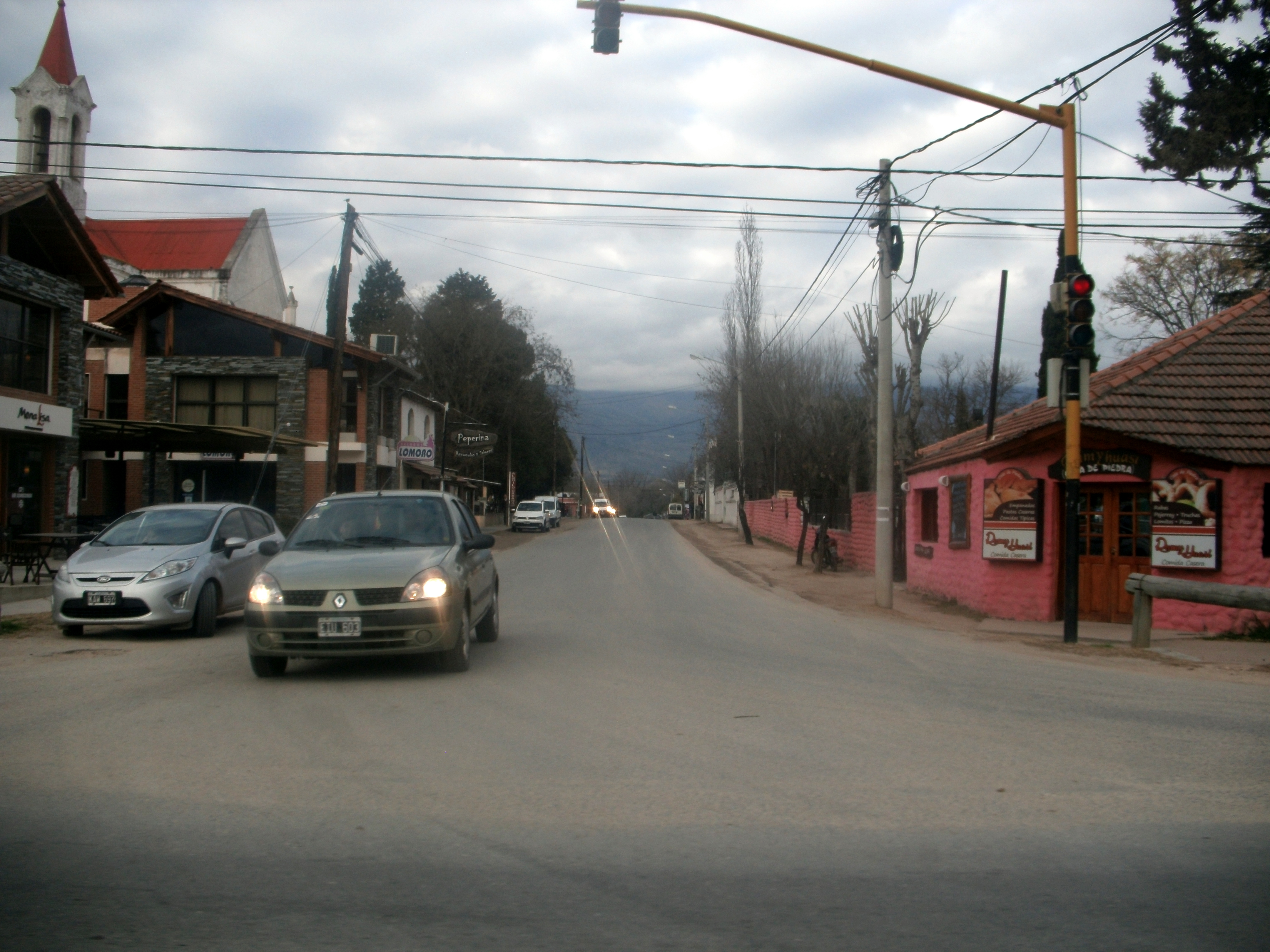
Calle céntrica de la localidad

Su nombre proviene del vocablo quechua ñuñu, que significa "mama", debido a dos colinas cercanas ( Nono) que se alzan sobre la ribera opuesta del río de Los Sauces. Pese al supuesto nombre quechua (se creía que el imperio quechua o Tawantinsuyu nunca había llegado a la provincia de Córdoba ni a la de San Luis; la razón para que existan aparentes nombres "quechuas" en el centro -y otras zonas- de Argentina se debe a que durante la Conquista española el quechua fue usado -especialmente por los misioneros católicos- como lengua vehicular). Lo cierto, sea cual sea la etimología del topónimo, es que esta localidad fue uno de los últimos asientos de la autóctona etnia Henîa-Kamîare que poseía su propio idioma absolutamente diferente del quechua.
Nuevas investigaciones sin embargo han descubierto que la actual provincia de Córdoba sí fue territorio de frontera del Tawantinsuyu cuyo gobierno había destinado allí al menos un enclave de mitmaqkuna (colonos estatales), el cual estaba ubicado en las sierras de Paravachasca (Río Segundo). Allí, en 1536 había una colonia de campesinos ecuatorianos bajo la supervisión del Inka Uzkollo. Esto explicaría la abundancia de topónimos en lengua kechwa tales como Ñuñu, Qosqin y tantos otros, independientemente de que los españoles, luego del golpe de Estado mediante el cual tomaron el poder del imperio, continuaran con las estructuras del estado, entre ellas el lenguaje.

## Geografía
Se ubica en el sur del valle de Traslasierra en una penillanura boscosa ubicada en los faldeos occidentales de las Sierras Grandes, 11 km al sudeste de la cabecera departamental Villa Cura Brochero.

### Población
Cuenta con 2408 habitantes (Indec, 2010), lo que representa un incremento del 300% frente a los 793 habitantes (Indec, 2001) del censo anterior.
| Gráfica de evolución demográfica de Nono entre 1991 y 2010 |
|                                                            |
| Fuente: Censos nacionales del INDEC                        |

En su mayoría, como en las otras poblaciones cordobesas y argentinas en general, la población es de origen mestizo y criollo, es decir, de ascendencia predominantemente mediterránea -española e italiana- e indígena.

### Clima
El clima en esta región de la Argentina tiende a ser templado con unas características pluviométricas (unos 650 mm/año de lluvias y nevadas) que le dan un aspecto muy semejante a las regiones del clima mediterráneo sin embargo, con el máximum de precipitaciones en verano y el mínimum en invierno, con temperaturas medias de 28 °C en verano y temperaturas invernales de 0 °C a -10 °C .

## Turismo

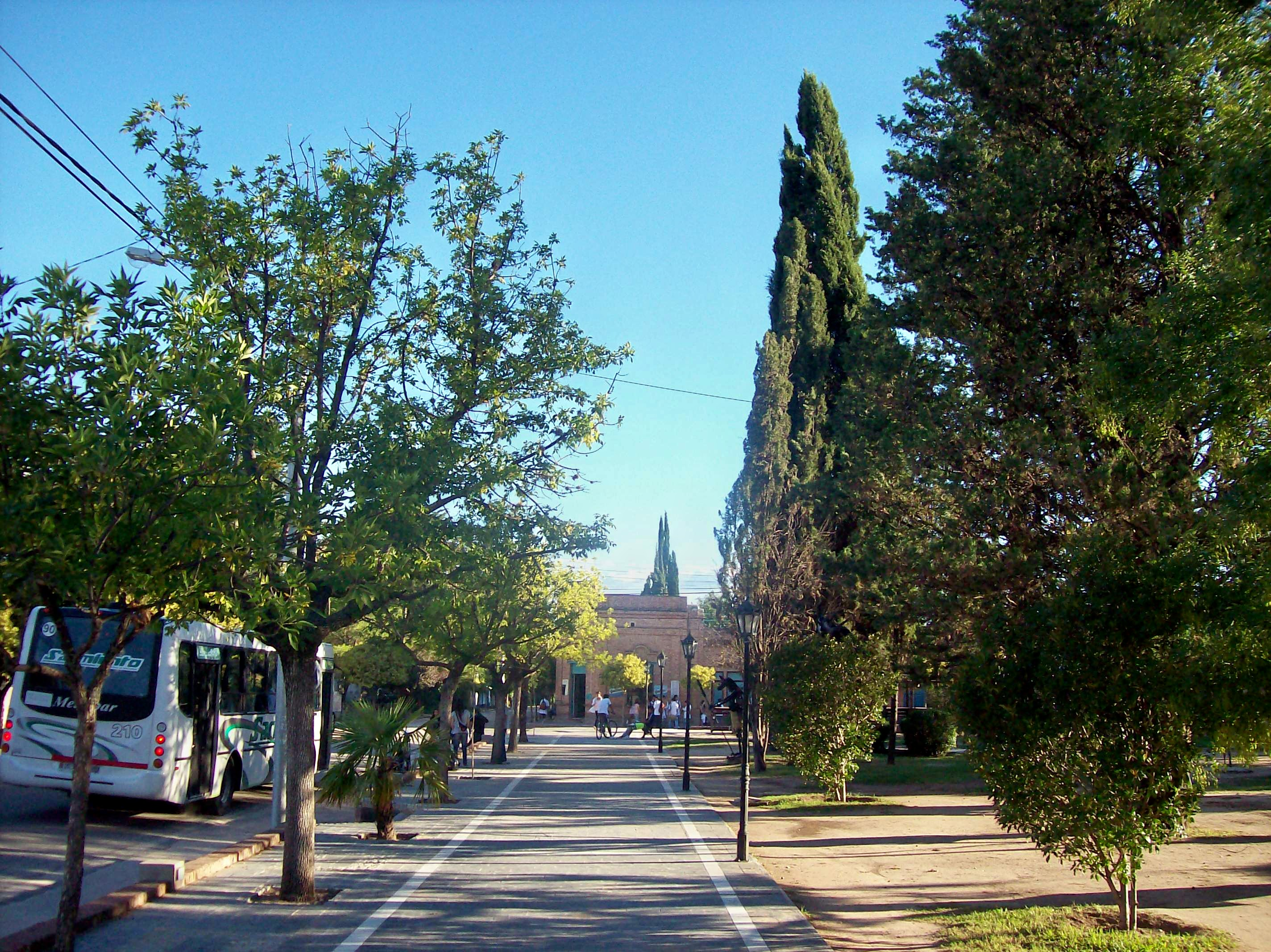
Plaza central, calle Vicente Castro.

- Sierras Grandes de los Comechingones y las sierras de Achala, donde se puede realizar Trekking, Cabalgatas y Ciclismo de montaña;
- Dique La Viña, un límpido espejo de agua que brinda la posibilidad de realizar deportes náuticos como así también la pesca deportiva del pejerrey y la trucha y, en sus inmediaciones artesanales y ancestrales figuras y piezas de cerámica negra;
- Museo Polifacético Rocsen;
- Cerro Champaquí;
- Balneario Los Remansos;
- Balneario Paso de las Tropas;
- Río Chico de Nono;
- Río los Sauces
- Paraje Los Algarrobos

Nono desde, inicios de siglo XX, ha sido productora de vodka de muy buena calidad; tal producción se debe al inmigrante noble alemán del Báltico llamado Roman von Rennenkampf y su esposa rusa llamada Tania.
Existen pintorescas casas de té, donde el turista puede disfrutar de comidas regionales y repostería casera.

## Sismicidad
La sismicidad de la región de Córdoba es poco y de intensidad baja.

## Cómo llegar a Nono
- Desde Córdoba Capital (150 km) se accede por la Ruta Nacional 20 (Argentina) RN 20, el Camino de las Altas Cumbres
- Desde Cruz del Eje por la ruta provincial RP 15
- Desde Villa Dolores se accede por la ruta provincial RP 14

## Galería

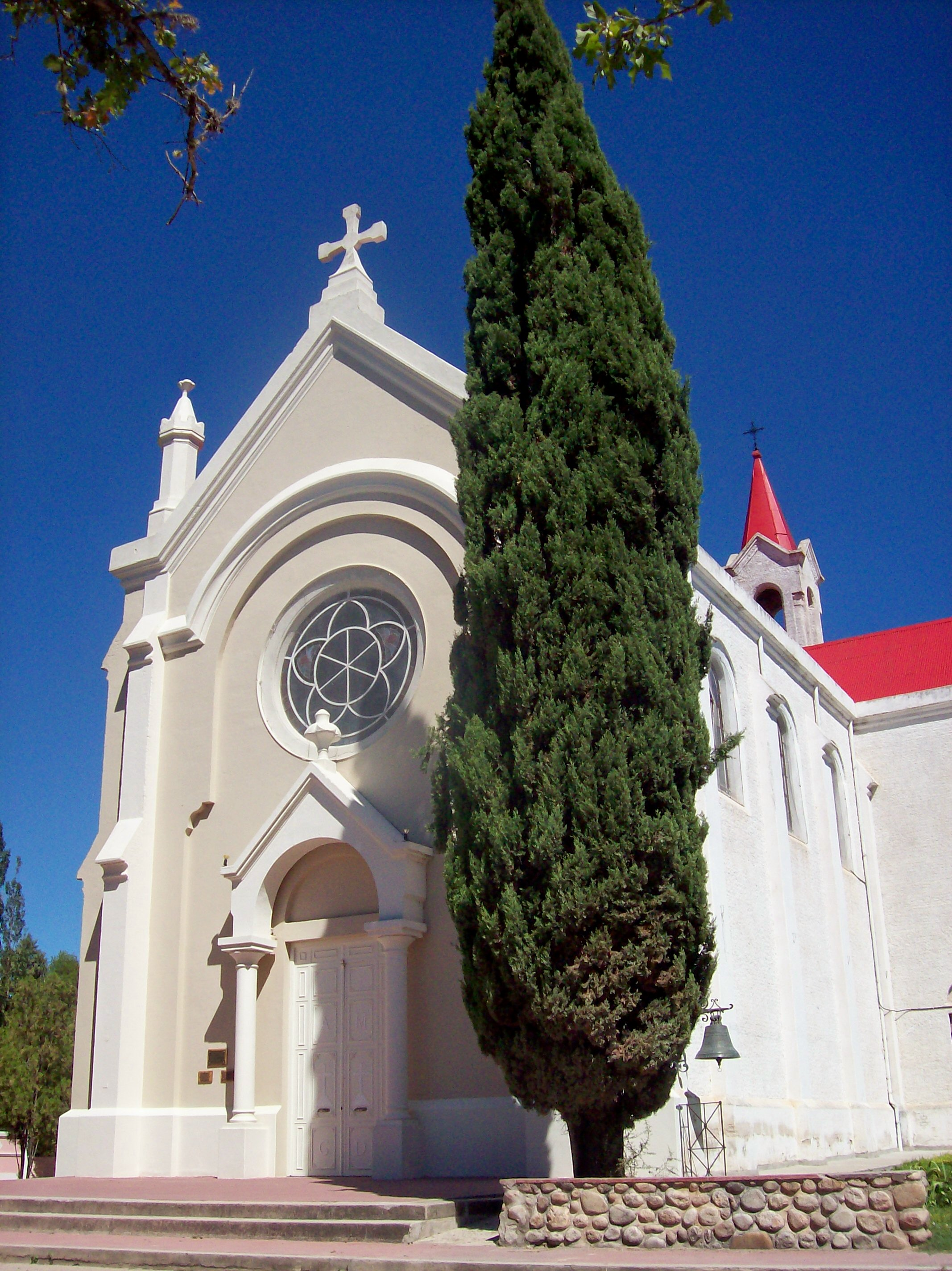
Iglesia parroquial San Juan Bautista.
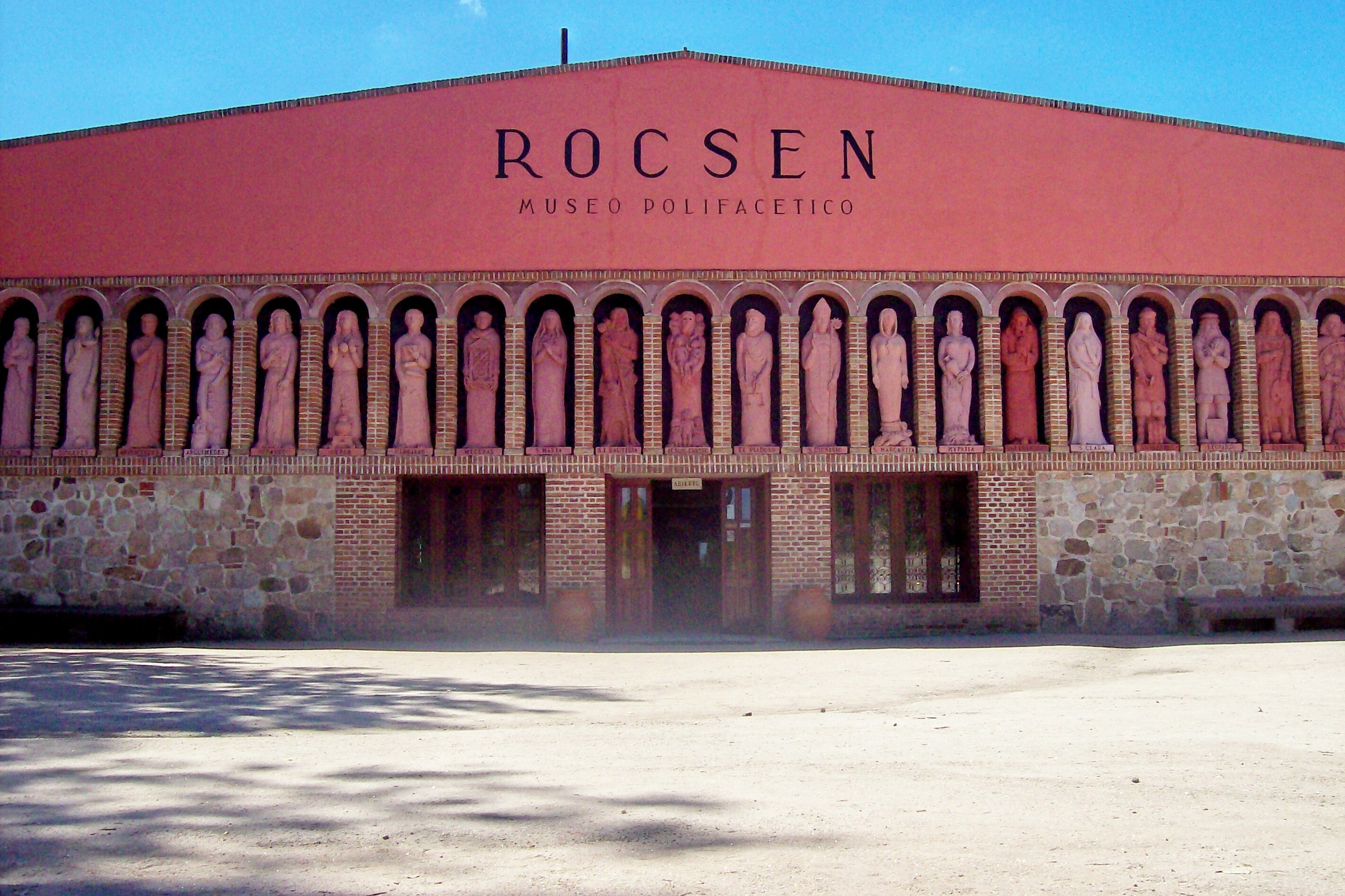
Fachada del Museo Rocsen.
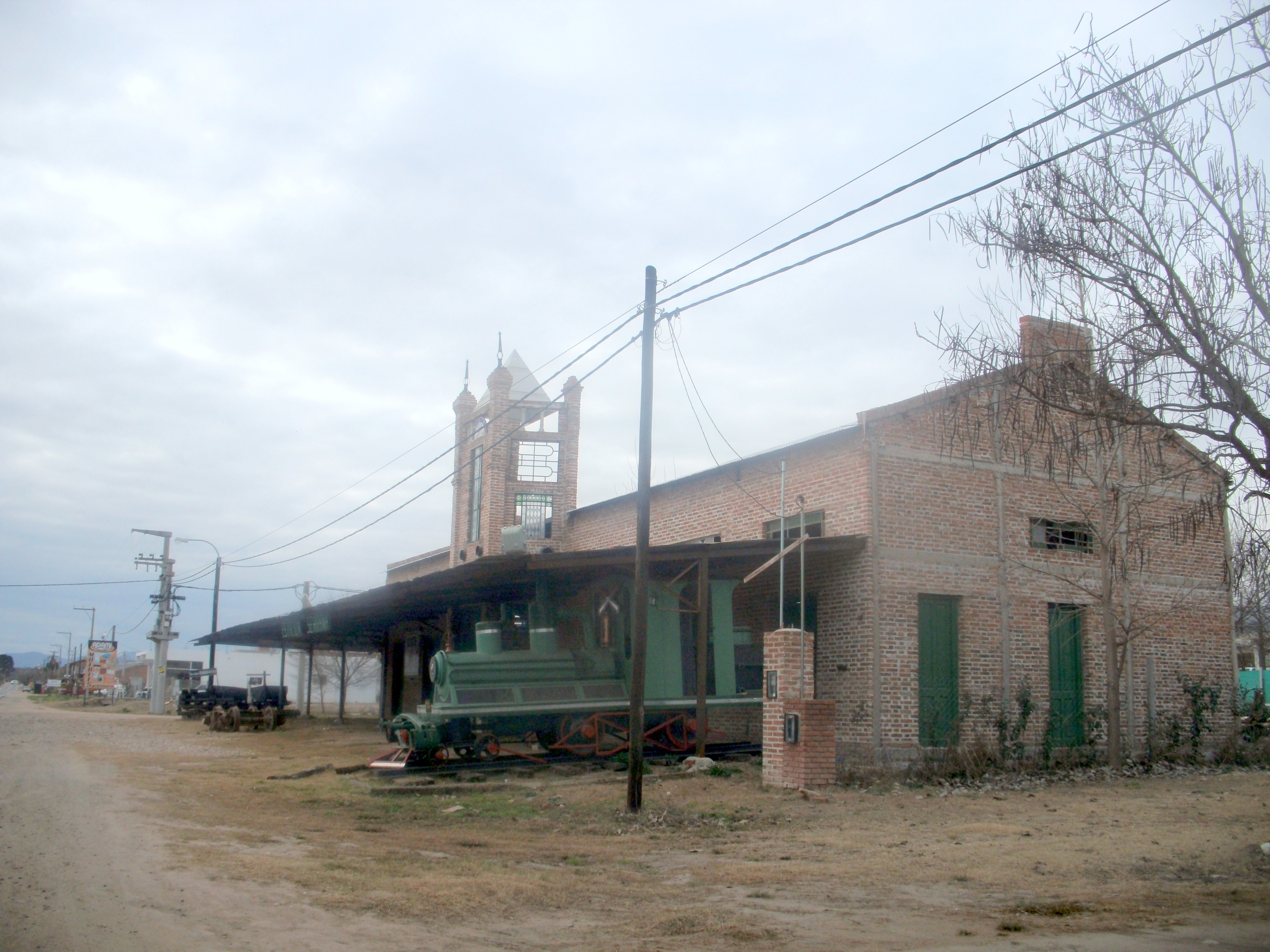
Hotel Estación Serrana que recrea la vida ferroviaria del pueblo.